# Israelische Eishockeyliga 2003/04
Die Saison 2003/04 war die elfte Spielzeit der israelischen Eishockeyliga, der höchsten israelischen Eishockeyspielklasse. Meister wurde zum insgesamt dritten Mal in der Vereinsgeschichte der HC Maccabi Amos Lod.